# V Cumbre de Unasur
Fue celebrada en la ciudad de Asunción, Paraguay el 29 de octubre de 2011, inmediatamente después de realizada la Cumbre Iberoamericana. En esta reunión Paraguay asumió la Presidencia Pro Témpore de la unión, por un año, hasta su traspaso al Perú en el año 2012.
El Presidente de Paraguay, Fernando Lugo, al asumir esta Presidencia Pro Témpore remarcó que trabajará por ratificar y solidificar los principios de soberanía, integridad territorial, respeto a los derechos humanos y la paz entre los pueblos, así como de consolidar políticas de desarrollo común en todas las áreas y ofrecer a los habitantes de la región un mejor nivel de calidad de vida.
Se resaltó la importancia del proceso de integración y la importancia de dinamizar las tareas de los Grupos de Trabajo, a fin de consolidar espacios de trabajo común en distintas áreas: política, económica, social, la educación, la salud y el empleo.
Los mandatarios y ministros de relaciones exteriores presentes en esta cumbre firmaron una Declaración de la V Cumbre de Jefes de Estado y de Gobierno de la unión.
Lugo expreso durante la cumbre: "No podemos seguir construyendo murallas entre nosotros los países hermanos. Hay que buscar la integración".